# Анте Жанетић
 Анте Жанетић (Блато, 18. новембар 1936 — Вулонгонг, 18. децембар 2014) био је фудбалер и репрезентативац Југославије.

## Каријера
Играо за прву екипу Хајдука на преко 250 утакмица, и као дао 41 гол. У јануару 1961. Хајдук је био на турнеји по Данској и Немачкој. Након турнеја по Данској, у Хамбургу је напустио експедицију Хајдука и емигрирао у Белгију где је играо као интернационалац у белгијским клубовима, али због хроничних проблема са кичмом морао је прекинути каријеру.
У анкети часописа „Ворлд Сокер” изабран је у најбољи тим 1960. године.
Од 1967. живио је у Аустралији, а радио је преко 30 година за једну познату аустралијску банку АНЗ Банкиг Гроуп ЛТД.

## Репрезентација
За репрезентацију Југославије наступао је на 15 утакмица и постигао 2 гола. Дебитовао је 20. децембра 1959. против СР Немачке (1:1) у Хановеру, а последњу одиграо 10. септембра 1960. против Данске (3:1) у финалу ОИ у Риму.
Освајач златне медаље са Олимпијских игара 1960. у Риму и сребрне медаље са Европског првенства 1960. године.

### Голови за репрезентацију Југославије
| #  | Датум           | Место            | Противник | Резултат | Такмичење                        |
| -- | --------------- | ---------------- | --------- | -------- | -------------------------------- |
| 1. | 24. април 1960. | Атина, Грчка     | Грчка     | 5–0      | Квалификације за Олимпијске игре |
| 2. | 6. јул 1960.    | Париз, Француска | Француска | 5–4      | Европско првенство 1960.         |